# Solo Sikoa
Joseph Yokozuna Fatu (*18. března 1993, Sacramento, Kalifornie, USA), známější jako Solo Sikoa, je profesionální zápasník a příležitostný herec. Pracuje ve společnosti WWE, v show SmackDown.

## Život
Narodil se do wrestlingové rodiny Anoa'i, otci Rikishimu a matce Talisua Fuavai. Vystudoval Dickinson State University, kde hrál americký fotbal. V ringu debutoval na nezávislé scéně v roce 2018 pod jménem Sefa Fatu. Dne 30. srpna 2021 podepsal smlouvu s WWE a byl zařazen do roasteru NXT. Zde získal titul NXT North American Championship. V létě roku 2022 se připojil k frakci The Bloodline, kterou vede jeho bratranec Roman Reigns.
V roce 2018 si zahrál ve filmu Ničitelka.
V únoru 2023 si vzal za ženu Almiu Williams, mají spolu dvě děti.

## Filmografie
| Rok  | Název filmu | Role |
| ---- | ----------- | ---- |
| 2018 | Ničitelka   | Taz  |

## Videohry
Je hratelnou postavou ve videohrách WWE 2K, poprvé se objevil ve hře WWE 2K23.

## Úspěchy
- WWE
  - NXT North American Championship (1x)